# Spring of Life
Spring of Life is een nummer van de Japanse groep Perfume en is als hoofdsingle uitgebracht op 11 april 2012. De B-kant bevat het nummer "Communication". De nummers zijn gecomponeerd en geschreven door Yasutake Nakata. 

## Nummers
| Nr. | Titel                                             | Duur |
| --- | ------------------------------------------------- | ---- |
| 1.  | Spring of Life                                    | 3:49 |
| 2.  | Communication (コミュニケーション; Komyunikēshon) | 3:57 |
| 3.  | Spring of Life (instrumental)                     | 3:49 |
| 4.  | Communication (instrumental)                      | 3:57 |